# Preventivní válka
Preventivní válka, preventivní útok či preventivní akce, je označení úderu zahrnujícího užití síly, který má za cíl odvrátit či eliminovat vzdálené
závažné hrozby. Může být také vyvolán snahou předejít útoku protistrany, jenž je očekáván v kratším či delším časovém úseku.
Od preventivní války se odlišuje preemptivní válka (akce, útok), kdy je síla použita k eliminaci bezprostřední závažné hrozby v situaci, při níž není možné využít jiných prostředků k jejímu odvrácení.

## Preventivní akce
Protivník má být při preventivní akci oslaben v klíčových oblastech, bez jejichž kontroly nemůže akce zahájit. Využívá faktu, že jednotky připravované pro útok jen těžko mohou zároveň zaujímat optimální obranné pozice, a snaží se na své straně udržet iniciativu. Tento typ akce se vyskytuje jak na taktické, tak na strategické úrovni (preventivní ofenzíva).
V rámci mezinárodního práva oprávněnost použití síly při sebeobraně upravuje Charta OSN (článek 2, odst. 4 – zásada nepoužití síly) a mezinárodní obyčejové právo. Charta OSN umožňuje zahájit sebeobranu pouze na základě restriktivního výkladu článku 51 a při kolektivních akcích Rady bezpečnosti OSN dle článků 39 a 42. Preventivní válka bez souhlasu OSN je podle moderního pojetí mezinárodního práva nelegální.

### Příklady
Příkladem preventivní akce byl japonský útok na válečné cíle amerického Pearl Harboru v prosinci 1941., nebo Operace Opera při níž 7. června 1981 izraelské vzdušné síly zaútočily na irácký jaderný reaktor Osirak.